# Tempio F di Selinunte

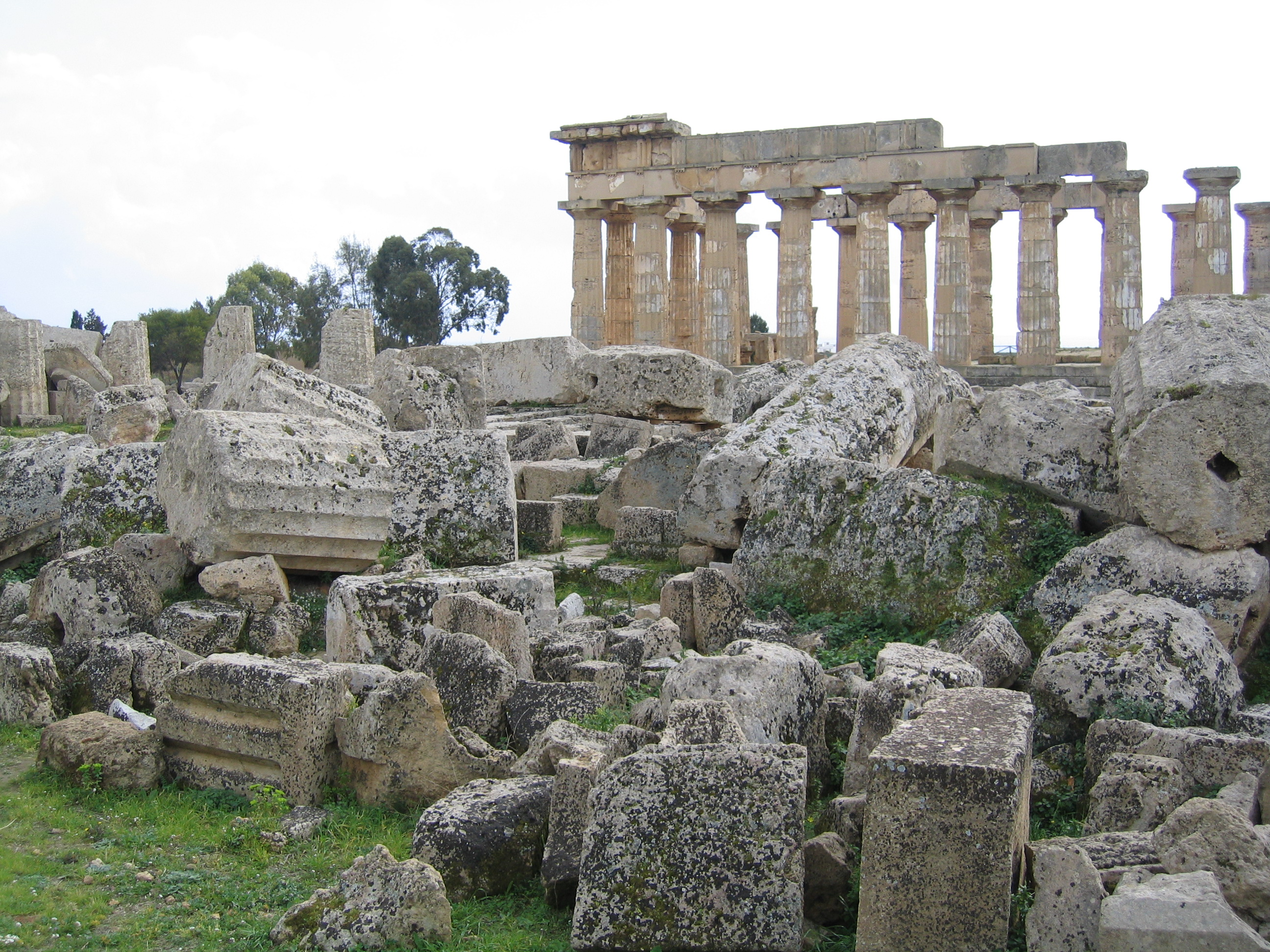
Ruderi del Tempio F davanti al Tempio E ricostruito

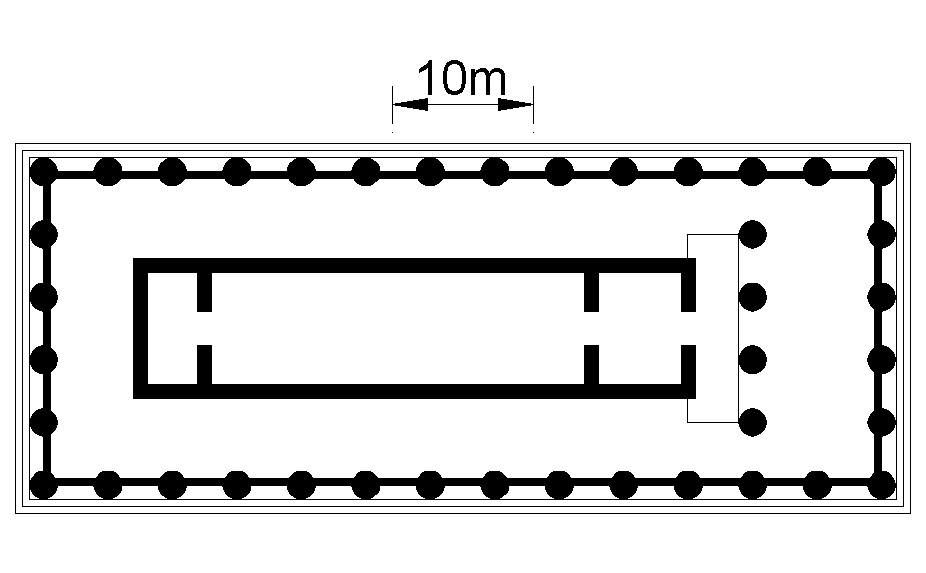

Il Tempio F a Selinunte, in Sicilia, è un tempio greco di ordine dorico.
Era probabilmente dedicato a Dioniso o ad Atena ed è il più meridionale della collina orientale, che accoglie alcuni dei templi dell'antica città greca.
La datazione è piuttosto incerta e risale probabilmente alla metà del V secolo a.C.
Il tempio presentava 6 colonne sul fronte e 14 colonne sui fianchi e rappresentava una evoluzione dagli schemi arcaici molto allungati alle proporzioni più equilibrate che si stavano affermando allora in madrepatria, e che prevedevano il rapporto di 2:1 tra lato corto e lato lungo. Il colonnato conteneva un pteroma molto ampio, come era comune nei templi costruiti in Sicilia, ed una cella piuttosto stretta con un adyton sul retro e pronao sul davanti preceduto da 4 colonne.
Gli intercolumni della peristasi erano chiusi con alte transenne in muratura. La transenna, alta oltre metà dell'altezza delle colonne, forse fu realizzata in una seconda fase costruttiva, forse allo scopo di trasformare la peristasi in vero e proprio luogo di culto.
Se si eccettua le colonne della facciata, ai fusti delle colonne manca l'entasi.
Nel 1823, durante gli scavi, vi furono rinvenute due mezze metope in tufo raffiguranti rispettivamente Dioniso e Atena oggi conservate nel Museo archeologico regionale di Palermo.